# Comunidad de comunas de Vinça-Canigó
La Comunidad de comunas de Vinça-Canigó (Communauté de communes de Vinça-Canigou en francés), era una estructura intercomunal francesa, que estaba situada en el departamento francés de Pirineos Atlánticos, de la región de Languedoc-Rosellón.

## Historia
Fue creada el 24 de diciembre de 1997 con la unión de ocho de las dieciocho comunas del antiguo cantón de Vinça, y cuatro de las once comunas del antiguo cantón de Sournia.
En 2014 la comuna de Marquixanes, del cantón de Vinça y que hasta ese momento pertenecía a la comunidad de comunas de Rosellón-Conflent, pasó a formar parte de la comunidad.
El uno de enero de 2015 la comunidad fue suprimida al unirse a las comunidades de comunas de Conflent y Canigó-Val Cady para formar la nueva comunidad de comunas de Conflent-Canigó.

## Nombre
Debe su nombre a la comuna de Vinça, y al macizo de Canigó.

## Composición
La Comunidad de comunas reagrupaba 13 comunas:
| Arboussols         | 66007 | Valle del Agly | 101  | 14.08 | 7.2 |
| Baillestavy        | 66013 | Canigó         | 103  | 17.89 | 5.8 |
| Espira-de-Conflent | 66070 | Canigó         | 169  | 6.03  | 28  |
| Estoher            | 66073 | Canigó         | 153  | 26.08 | 5.9 |
| Finestret          | 66079 | Canigó         | 199  | 8.43  | 24  |
| Joch               | 66089 | Canigó         | 246  | 3.38  | 73  |
| Marquixanes        | 66103 | Canigó         | 553  | 4.80  | 115 |
| Rigarda            | 66162 | Canigó         | 577  | 3.60  | 160 |
| Sournia            | 66198 | Valle del Agly | 494  | 29.99 | 16  |
| Tarerach           | 66201 | Valle del Agly | 54   | 8.16  | 6.6 |
| Trévillach         | 66215 | Valle del Agly | 134  | 17.24 | 7.8 |
| Valmanya           | 66221 | Canigó         | 44   | 27.63 | 1.6 |
| Vinça              | 66230 | Canigó         | 1947 | 7.74  | 252 |

## Competencias
La comunidad era un organismo público de cooperación intercomunal.
Sus recursos provenían del impuesto sobre los rendimientos del trabajo único, del sistema de contribuciones que se aplicaba a los residuos y asignaciones y subvenciones de diversos socios.
Sus competencias en general se centraban en el desarrollo económico, medio ambiental, de empleo y los servicios comunitarios a los habitantes:
- Ordenación del Territorio
  - Plan de Coherencia Territorial (SCOT, en francés).
  - Plan Sectorial.
- Desarrollo y organización económica
  - Acción de desarrollo económico de las actividades industriales, comerciales o de empleo, (apoyo de las actividades agrícolas y forestales...).
  - Creación, organización, mantenimiento y gestión de zonas de actividades industriales, comerciales, terciario, artesanal o turístico.
- Desarrollo y organización social y cultural
  - Actividades culturales y socioculturales.
  - Actividades deportivas.
  - Construcción y/u organización, mantenimiento, gestión de equipamientos o establecimientos culturales, socioculturales, socioeducativos, deportivos…etc.
  - Transporte escolar.
- Medio ambiente
  - Saneamiento no colectivo.
  - Recogida y tratamiento de los residuos urbanos y asimilados.
  - Protección y valorización del Medio Ambiente.
- Vivienda y hábitat
  - Programa local del hábitat.
- Servicio de vías públicas
  - Creación, organización y mantenimiento del servicio de vías públicas.
- Otros
  - Adquisición comunal de material.
  - Informática, Talleres vecinales.